# Talladega Nights: The Ballad of Ricky Bobby
Talladega Nights: The Ballad of Ricky Bobby (bra: Ricky Bobby: A Toda Velocidade; prt: As Corridas Loucas de Ricky Bobby) é um filme estadunidense de 2006, do gênero comédia de ação, dirigido por Adam McKay, com roteiro dele e Will Ferrell.

## Sinopse
Ricky Bobby sempre adorou velocidade, assim como o seu pai — que abandonara a família para se dedicar ao esporte. Seguindo seus passos, Ricky logo se torna uma das estrelas das corridas NASCAR, contando com o apoio não só de sua escuderia — que inclui um chefe brutamontes e três mecânicos birutas — como também seu melhor amigo.

## Elenco
- Will Ferrell — Ricky Bobby

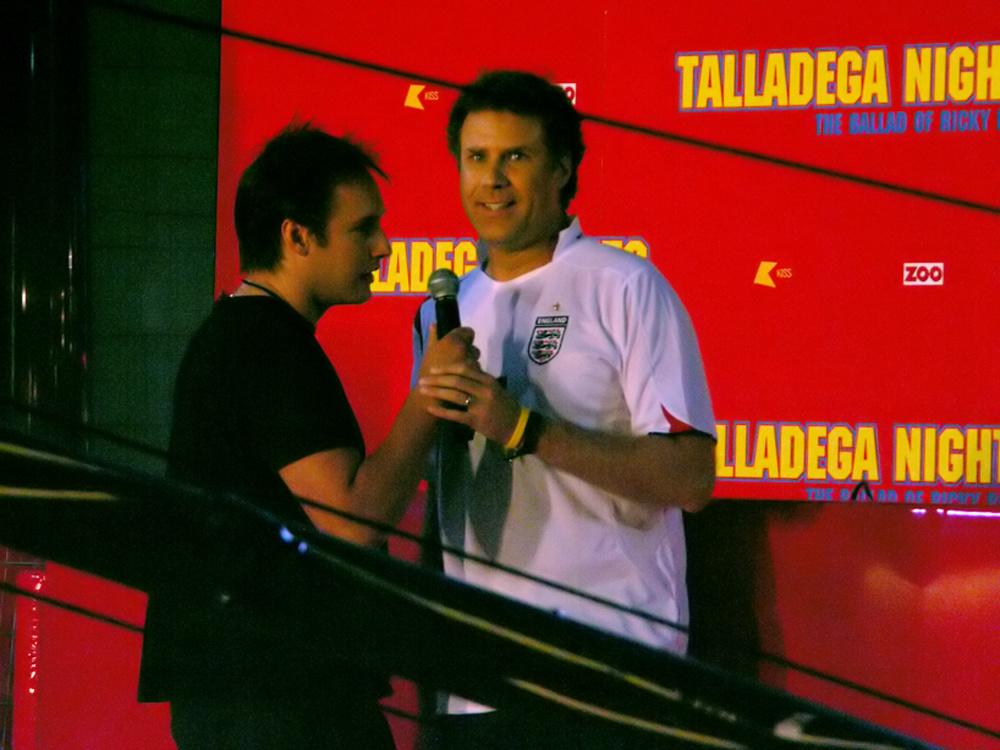
Ferrell na estreia de Talladega Nights, em 2006.

- John C. Reilly — Cal Naughton, Jr.
- Leslie Bibb — Carley Bobby
- Sacha Baron Cohen — Jean Girard
- Michael Clarke Duncan — Lucius Washington
- Amy Adams — Susan
- Jane Lynch — Lucy Bobby
- Gary Cole — Reese Bobby
- Andy Richter — Gregory
- Pat Hingle — Larry Dennit, Sr.
- Greg Germann — Larry Dennit, Jr.
- Ted Manson — Chip
- Grayson Russell — Texas Ranger
- Molly Shannon — Sra. Dennit
- David Koechner — Hershell
- Ian Roberts — Kyle
- Jack McBrayer — Glenn
- Adam McKay — Terry Cheveauz
- Rob Riggle — Jack Telmont

Participações especiais
- Dale Earnhardt, Jr.
- Jamie McMurray
- Darrell Waltrip
- Mike Joy
- Larry McReynolds
- Dick Berggren
- Bob Jenkins
- Bill Weber
- Benny Parsons
- Wally Dallenbach, Jr.
- Elvis Costello
- Mos Def
- David Prospect

Will Ferrell ofereceu um papel para Steve Carell, que não pôde aceitá-lo devido a conflitos de agenda.